# 江戸川乱歩賞
江戸川乱歩賞（えどがわらんぽしょう、通称：乱歩賞、英称：Edogawa Ranpo Award）は、1954年、江戸川乱歩の寄付を基金として、日本推理作家協会（旧：日本探偵作家クラブ）により、探偵小説を奨励するために制定された文学賞。

## 概要
第3回以降は、長編小説を公募し、優秀作品に与えられることになった。現在では推理作家への登竜門として知られている。
正賞として江戸川乱歩像が、副賞として1000万円が贈呈される。また、受賞作は講談社から出版される。1992年の第38回からはフジテレビが後援に加わり、受賞作が同局にて単発ドラマ化、あるいは、映画化されるようになった。
正賞として与えられる像は、第48回までは「シャーロック・ホームズ像」であったが、第49回からは「江戸川乱歩像」に変更された。
受賞作は講談社文庫に収録されるが、近年では絶版入手不能となるものも増えてきたため、1989年9月より講談社文庫から江戸川乱歩賞全集が刊行され、受賞作および全選評を収録することとなった。2006年9月時点で18巻までが刊行されている。しかし刊行当初には全受賞作を収録する予定であったが、一部受賞作については著者の了解が得られなかったとして収録されていない作品もある。
2004年4月には、乱歩賞作家が執筆した中篇を集めた単行本『乱歩賞作家 赤の謎』が刊行された。その後、1か月ごとに『白の謎』『黒の謎』『青の謎』の計4冊が刊行された。
受賞者は第2作発表の場も含め、講談社の強いバックアップによって育成されていくという慣行がある。そのため、新人賞としてものちのち活躍していく作家の率が非常に高い。岡嶋二人は受賞後、編集者に「直木賞を受けて消えた作家はいても、乱歩賞を受けて消えた作家はいない」（消えた、の定義にもよるが、実際はゼロではない）と言われたという。
第68回より、江戸川乱歩ゆかりの豊島区とパートナーシップを結び、贈呈式を一般公開する。併せて賞金を500万円に減額することが発表された。
贈呈式の一般公開に踏み切った経緯は、非公開は明確な理由が無く慣例だったことや、「社会派ミステリに限定」「大人向け」「プロフィールで判断される」などの噂が広まったことで、応募のハードルが高いと思われている賞をオープンにしたいという理由である。

## 受賞作一覧
改題・改名が行われた場合、受賞作は刊行時のタイトル・著者名を表に記載する。

### 第1回から第10回
| 回（年度）         | 応募総数 | 賞                 | 受賞作                              | 著者       | 初刊       | 文庫化     |
| ------------------ | -------- | ------------------ | ----------------------------------- | ---------- | ---------- | ---------- |
| 第1回（1955年度）  |          | 受賞               | 探偵小説辞典                        | 中島河太郎 |            |            |
| 第2回（1956年度）  |          | 受賞               | ハヤカワ・ポケット・ミステリ の出版 | 早川書房   |            |            |
| 第3回（1957年度）  | 96編     | 受賞               | 猫は知っていた                      | 仁木悦子   | 1957年12月 | 1975年1月  |
| 第3回（1957年度）  | 96編     | 候補               | 背徳の街                            | 飛鳥高     | 1958年10月 |            |
| 第3回（1957年度）  | 96編     | 候補               | お天狗様の歌                        | 土屋隆夫   | 1958年6月  | 1975年8月  |
| 第4回（1958年度）  | 107編    | 受賞               | 濡れた心                            | 多岐川恭   | 1958年11月 | 1977年3月  |
| 第4回（1958年度）  | 107編    | 候補               | 哀傷日記                            | 志保田泰子 |            |            |
| 第4回（1958年度）  | 107編    | 候補               | 黒百合はなぜ咲いた                  | 朝吹賢司   |            |            |
| 第4回（1958年度）  | 107編    | 候補               | 天に代りて不義を討つ                | 佐世保太郎 |            |            |
| 第5回（1959年度）  | 113編    | 受賞               | 危険な関係                          | 新章文子   | 1959年10月 | 1978年9月  |
| 第5回（1959年度）  | 113編    | 候補               | 招かざる客                          | 笹沢佐保   | 1960年3月  | 1971年8月  |
| 第5回（1959年度）  | 113編    | 候補               | 罠をさがせ                          | 松尾糸子   |            |            |
| 第5回（1959年度）  | 113編    | 候補               | 当選させたのは誰だ                  | 大雅寛生   |            |            |
| 第6回（1960年度）  |          | 受賞作なし         | 受賞作なし                          | 受賞作なし | 受賞作なし | 受賞作なし |
| 第6回（1960年度）  | 候補     | すれ違った死       | 五十嵐静子                          |            |            |            |
| 第6回（1960年度）  | 候補     | 北大東島           | 宇治千介                            |            |            |            |
| 第6回（1960年度）  | 候補     | 醜聞               | 黒川俊介                            |            |            |            |
| 第6回（1960年度）  | 候補     | 白い廃園           | 膳哲之助                            |            |            |            |
| 第6回（1960年度）  | 候補     | ハイムダールの誘惑 | 藤井礼子                            |            |            |            |
| 第7回（1961年度）  | 86編     | 受賞               | 枯草の根                            | 陳舜臣     | 1961年10月 | 1975年6月  |
| 第7回（1961年度）  | 86編     | 候補               | 紙の墓碑                            | 垂水堅二郎 | 1962年10月 |            |
| 第7回（1961年度）  | 86編     | 候補               | 紙の爪痕                            | 花屋治     | 1962年1月  |            |
| 第7回（1961年度）  | 86編     | 候補               | 土のハンター                        | 松尾糸子   |            |            |
| 第7回（1961年度）  | 86編     | 候補               | 重い影                              | 谷達郎     |            |            |
| 第8回（1962年度）  | 96編     | 受賞               | 大いなる幻影                        | 戸川昌子   | 1962年9月  | 1978年8月  |
| 第8回（1962年度）  | 96編     | 受賞               | 華やかな死体                        | 佐賀潜     | 1962年9月  | 1978年10月 |
| 第8回（1962年度）  | 96編     | 候補               | 山の唄                              | 内田正     |            |            |
| 第8回（1962年度）  | 96編     | 候補               | 道楽のすすめ                        | 谷達郎     |            |            |
| 第8回（1962年度）  | 96編     | 候補               | 陽気な容疑者たち                    | 天藤真     | 1963年4月  | 1980年8月  |
| 第8回（1962年度）  | 96編     | 候補               | 虚無への供物                        | 塔晶夫     | 1964年2月  | 1974年3月  |
| 第9回（1963年度）  | 168編    | 受賞               | 孤独なアスファルト                  | 藤村正太   | 1963年8月  | 1976年6月  |
| 第9回（1963年度）  | 168編    | 候補               | 愛と血の復活                        | 斎藤栄     |            |            |
| 第9回（1963年度）  | 168編    | 候補               | 妻よねむれ                          | 朝倉三郎   |            |            |
| 第10回（1964年度） | 158編    | 受賞               | 蟻の木の下で                        | 西東登     | 1964年8月  | 1976年7月  |
| 第10回（1964年度） | 158編    | 候補               | 茶木良介の即興的な犯罪              | 加津珊     |            |            |
| 第10回（1964年度） | 158編    | 候補               | 未亡人の見積書                      | 伏見丘太郎 |            |            |
| 第10回（1964年度） | 158編    | 候補               | 夜の審判                            | 雄谷鶏一   |            |            |

### 第11回から第20回
| 回（年度）         | 応募総数 | 賞         | 受賞作                     | 著者       | 初刊       | 文庫化     |
| ------------------ | -------- | ---------- | -------------------------- | ---------- | ---------- | ---------- |
| 第11回（1965年度） | 174編    | 受賞       | 天使の傷痕                 | 西村京太郎 | 1965年8月  | 1976年5月  |
| 第11回（1965年度） | 174編    | 候補       | 愛と血の港                 | 斎藤栄     | 1968年5月  |            |
| 第11回（1965年度） | 174編    | 候補       | 東海岸への道               | 瀬戸彦三   |            |            |
| 第12回（1966年度） | 118編    | 受賞       | 殺人の棋譜                 | 斎藤栄     | 1966年8月  | 1975年3月  |
| 第12回（1966年度） | 118編    | 候補       | 不毛の愛                   | 内田正     |            |            |
| 第12回（1966年度） | 118編    | 候補       | 四つのギター               | 大谷一夫   |            |            |
| 第12回（1966年度） | 118編    | 候補       | 雪の扇                     | 松尾糸子   |            |            |
| 第12回（1966年度） | 118編    | 候補       | 接点                       | 石沢英太郎 |            |            |
| 第13回（1967年度） | 136編    | 受賞       | 伯林－一八八八年           | 海渡英祐   | 1967年8月  | 1975年6月  |
| 第13回（1967年度） | 136編    | 候補       | 失われた街                 | 草野唯雄   | 1988年9月  |            |
| 第13回（1967年度） | 136編    | 候補       | 野望の接点                 | 黒木曜之助 | 1967年     | 1977年9月  |
| 第13回（1967年度） | 136編    | 候補       | 美談の報酬                 | 大谷羊太郎 | 1972年     | 1986年1月  |
| 第14回（1968年度） | 102編    | 受賞作なし | 受賞作なし                 | 受賞作なし | 受賞作なし | 受賞作なし |
| 第14回（1968年度） | 102編    | 候補       | 日本女性史                 | 志保田泰子 |            |            |
| 第14回（1968年度） | 102編    | 候補       | 奴隷船                     | 川奈完     |            |            |
| 第14回（1968年度） | 102編    | 候補       | 転石止まるを知らず         | 草野唯雄   | 1969年     | 1974年     |
| 第14回（1968年度） | 102編    | 候補       | 火山脈                     | 緒方晶彦   |            |            |
| 第14回（1968年度） | 102編    | 候補       | 有罪と無罪の間             | 和久一     |            |            |
| 第15回（1969年度） | 110編    | 受賞       | 高層の死角                 | 森村誠一   | 1969年8月  | 1974年4月  |
| 第15回（1969年度） | 110編    | 候補       | 鮮血のパプテスマ           | 永井ばく   |            |            |
| 第15回（1969年度） | 110編    | 候補       | 虚妄の残影                 | 大谷羊太郎 | 1972年5月  | 1981年9月  |
| 第15回（1969年度） | 110編    | 候補       | 明かりのない部屋           | 愛里収     |            |            |
| 第15回（1969年度） | 110編    | 候補       | 天使が消えてゆく           | 夏樹静子   | 1970年2月  | 1975年6月  |
| 第16回（1970年度） | 82編     | 受賞       | 殺意の演奏                 | 大谷羊太郎 | 1970年8月  | 1975年4月  |
| 第16回（1970年度） | 82編     | 候補       | ベネトナーシュの矢         | 幾瀬勝彬   | 1971年3月  |            |
| 第16回（1970年度） | 82編     | 候補       | 赫の盲点                   | 里生香志   |            |            |
| 第16回（1970年度） | 82編     | 候補       | 私の虚像                   | 愛里収     |            |            |
| 第16回（1970年度） | 82編     | 候補       | 京城の死                   | 山村美紗   | 1984年9月  |            |
| 第17回（1971年度） | 112編    | 受賞作なし | 受賞作なし                 | 受賞作なし | 受賞作なし | 受賞作なし |
| 第17回（1971年度） | 112編    | 候補       | フィルムの葬列             | 小林久三   |            |            |
| 第17回（1971年度） | 112編    | 候補       | テロリストへの挽歌         | 福田洋志   |            |            |
| 第17回（1971年度） | 112編    | 候補       | 藤大夫谷の毒               | 藤本泉     | 1974年     | 1982年1月  |
| 第17回（1971年度） | 112編    | 候補       | 幻の罠                     | 金井貴一   |            |            |
| 第17回（1971年度） | 112編    | 候補       | そして死が訪れる           | 中町信     | 1973年6月  | 1987年2月  |
| 第18回（1972年度） | 136編    | 受賞       | 仮面法廷                   | 和久峻三   | 1972年8月  | 1975年9月  |
| 第18回（1972年度） | 136編    | 候補       | ジャン・シーズの冒険       | 皆川博子   |            |            |
| 第18回（1972年度） | 136編    | 候補       | 怒りの道                   | 井口泰子   | 1973年     |            |
| 第18回（1972年度） | 136編    | 候補       | 空白の近景                 | 中町信     | 1974年     | 1987年8月  |
| 第18回（1972年度） | 136編    | 候補       | 死の立体交差               | 山村美紗   | 1976年12月 | 1980年8月  |
| 第19回（1973年度） | 124編    | 受賞       | アルキメデスは手を汚さない | 小峰元     | 1973年8月  | 1974年10月 |
| 第19回（1973年度） | 124編    | 候補       | 『禿鷹城』の惨劇           | 高柳芳夫   | 1974年1月  | 1984年6月  |
| 第19回（1973年度） | 124編    | 候補       | いきものの挽歌             | 金井貴一   |            |            |
| 第19回（1973年度） | 124編    | 候補       | 蒼白の盛装                 | 笠原卓     | 1973年11月 | 産報       |
| 第19回（1973年度） | 124編    | 候補       | ゆらぐ海溝                 | 山村美紗   | 1974年1月  | 1978年6月  |
| 第20回（1974年度） | 110編    | 受賞       | 暗黒告知                   | 小林久三   | 1974年9月  | 1977年9月  |
| 第20回（1974年度） | 110編    | 候補       | 金右衛門の死               | 嵯峨崎遊   |            |            |
| 第20回（1974年度） | 110編    | 候補       | 悪夢の中のあなた           | 木村嘉孝   |            |            |
| 第20回（1974年度） | 110編    | 候補       | 豚走また豚走               | 古賀敦     |            |            |

### 第21回から第30回
| 回（年度）         | 応募総数 | 賞   | 受賞作                           | 著者       | 初刊       | 文庫化     |
| ------------------ | -------- | ---- | -------------------------------- | ---------- | ---------- | ---------- |
| 第21回（1975年度） | 138編    | 受賞 | 蝶たちは今…                      | 日下圭介   | 1975年8月  | 1978年7月  |
| 第21回（1975年度） | 138編    | 候補 | 仕手株殺人事件                   | 多賀親     |            |            |
| 第21回（1975年度） | 138編    | 候補 | 倒錯の報復                       | 井沢元彦   |            |            |
| 第21回（1975年度） | 138編    | 候補 | 虹の叛旗                         | 福田洋志   |            |            |
| 第21回（1975年度） | 138編    | 候補 | 蒔く如く穫りとらん               | 余志宏     | 1977年3月  |            |
| 第22回（1976年度） | 162編    | 受賞 | 五十万年の死角                   | 伴野朗     | 1976年9月  | 1979年10月 |
| 第22回（1976年度） | 162編    | 候補 | ライン河の舞姫                   | 高柳芳夫   | 1977年3月  | 1984年1月  |
| 第22回（1976年度） | 162編    | 候補 | 殉死の設計                       | 嵯峨崎遊   |            |            |
| 第22回（1976年度） | 162編    | 候補 | 魔性の石                         | 川奈寛     |            |            |
| 第22回（1976年度） | 162編    | 候補 | 虎の目は青かった                 | 余志宏     |            |            |
| 第23回（1977年度） | 168編    | 受賞 | 時をきざむ潮                     | 藤本泉     | 1977年9月  | 1980年9月  |
| 第23回（1977年度） | 168編    | 受賞 | 透明な季節                       | 梶龍雄     | 1977年9月  | 1980年9月  |
| 第23回（1977年度） | 168編    | 候補 | 推理小説・国定忠治               | 嵯峨崎遊   |            |            |
| 第23回（1977年度） | 168編    | 候補 | 幽霊要塞                         | 玉塚久純   | 1979年9月  |            |
| 第23回（1977年度） | 168編    | 候補 | タジ・マハールの再会             | 水島圭三郎 |            |            |
| 第24回（1978年度） | 196編    | 受賞 | ぼくらの時代                     | 栗本薫     | 1978年9月  | 1980年9月  |
| 第24回（1978年度） | 196編    | 候補 | 盲執の人                         | 二瓶寛     |            |            |
| 第24回（1978年度） | 196編    | 候補 | 狙撃                             | 福田洋     | 1979年2月  | 1982年6月  |
| 第24回（1978年度） | 196編    | 候補 | タリア                           | 樽谷新     | 1995年7月  |            |
| 第24回（1978年度） | 196編    | 候補 | バイキング号の遺産               | 帰山六郎   |            |            |
| 第25回（1979年度） | 216編    | 受賞 | プラハからの道化たち             | 高柳芳夫   | 1979年9月  | 1983年7月  |
| 第25回（1979年度） | 216編    | 候補 | 波切の怪                         | 久司十三   | 1980年10月 |            |
| 第25回（1979年度） | 216編    | 候補 | ショケラ                         | 宮田亜佐   |            |            |
| 第25回（1979年度） | 216編    | 候補 | 六方晶系の女                     | 霜月信二郎 |            |            |
| 第25回（1979年度） | 216編    | 候補 | 教習所殺人事件                   | 中町信     | 1980年2月  | 1980年2月  |
| 第26回（1980年度） | 198編    | 受賞 | 猿丸幻視行                       | 井沢元彦   | 1980年9月  | 1983年8月  |
| 第26回（1980年度） | 198編    | 候補 | 占星術のマジック                 | 島田荘司   | 1981年12月 | 1987年7月  |
| 第26回（1980年度） | 198編    | 候補 | 北溟の鷹                         | 関口甫四郎 | 1991年3月  |            |
| 第26回（1980年度） | 198編    | 候補 | M8以前                           | 長井彬     | 1983年1月  | 1990年9月  |
| 第27回（1981年度） | 142編    | 受賞 | 原子炉の蟹                       | 長井彬     | 1981年9月  | 1984年8月  |
| 第27回（1981年度） | 142編    | 候補 | あした天気にしておくれ           | 岡嶋二人   | 1983年10月 | 1986年8月  |
| 第27回（1981年度） | 142編    | 候補 | 未来の詩人たちのメッセージ       | 高橋孝夫   |            |            |
| 第27回（1981年度） | 142編    | 候補 | ショパンの告発                   | 林芳輝     | 1982年11月 |            |
| 第28回（1982年度） | 232編    | 受賞 | 焦茶色のパステル                 | 岡嶋二人   | 1982年9月  | 1984年8月  |
| 第28回（1982年度） | 232編    | 受賞 | 黄金流砂                         | 中津文彦   | 1982年9月  | 1984年8月  |
| 第28回（1982年度） | 232編    | 候補 | 長い愛の手紙                     | 須郷英三   |            |            |
| 第28回（1982年度） | 232編    | 候補 | ローウェル城の密室               | 高沢則子   | 1995年9月  | 1998年5月  |
| 第28回（1982年度） | 232編    | 候補 | ミスターＸを捜しましょう         | 雪吹学     |            |            |
| 第28回（1982年度） | 232編    | 候補 | ハーメルンの笛を聴け             | 深谷忠記   | 1989年5月  | 1995年8月  |
| 第29回（1983年度） | 262編    | 受賞 | 写楽殺人事件                     | 高橋克彦   | 1983年9月  | 1986年7月  |
| 第29回（1983年度） | 262編    | 候補 | トワイライト                     | 取井科南子 | 1985年10月 |            |
| 第29回（1983年度） | 262編    | 候補 | 港名コード・531                  | 大須賀祥浩 |            |            |
| 第29回（1983年度） | 262編    | 候補 | 星狩人（コメット・ハンター）     | 矢島誠     |            |            |
| 第29回（1983年度） | 262編    | 候補 | 消えた添乗員                     | 有馬秀治   |            |            |
| 第30回（1984年度） | 280編    | 受賞 | 天女の末裔                       | 鳥井加南子 | 1984年9月  | 1987年7月  |
| 第30回（1984年度） | 280編    | 候補 | 黄金艦隊の海 ―the Caribbean Sea― | 大須賀祥浩 | 1985年11月 |            |
| 第30回（1984年度） | 280編    | 候補 | 魔球                             | 東野圭吾   | 1988年7月  | 1991年6月  |
| 第30回（1984年度） | 280編    | 候補 | G線上の悪魔                      | 邦城紀男   |            |            |

### 第31回から第40回
| 回（年度）         | 応募総数 | 賞   | 受賞作                             | 著者       | 初刊       | 文庫化     |
| ------------------ | -------- | ---- | ---------------------------------- | ---------- | ---------- | ---------- |
| 第31回（1985年度） | 272編    | 受賞 | 放課後                             | 東野圭吾   | 1985年9月  | 1988年7月  |
| 第31回（1985年度） | 272編    | 受賞 | モーツァルトは子守唄を歌わない     | 森雅裕     | 1985年9月  | 1988年7月  |
| 第31回（1985年度） | 272編    | 候補 | 風燈                               | 玉塚久純   |            |            |
| 第31回（1985年度） | 272編    | 候補 | 極秘新薬殺人事件                   | 池上敏也   |            |            |
| 第31回（1985年度） | 272編    | 候補 | 阿片戦争殺人事件                   | 大須賀祥浩 |            |            |
| 第32回（1986年度） | 320編    | 受賞 | 花園の迷宮                         | 山崎洋子   | 1986年9月  | 1989年7月  |
| 第32回（1986年度） | 320編    | 候補 | 軍艦旗北へ                         | 玉塚久純   |            |            |
| 第32回（1986年度） | 320編    | 候補 | 鳩は死んだ                         | 池上敏也   |            |            |
| 第32回（1986年度） | 320編    | 候補 | 大河の殺意                         | 高橋幸春   |            |            |
| 第32回（1986年度） | 320編    | 候補 | ブラック・バード                   | 石井敏弘   |            |            |
| 第33回（1987年度） | 349編    | 受賞 | 風のターン・ロード                 | 石井敏弘   | 1987年9月  | 1990年7月  |
| 第33回（1987年度） | 349編    | 候補 | 土喰霊（つちくれ）                 | 三谷海幸   |            |            |
| 第33回（1987年度） | 349編    | 候補 | 再生バレンブルク                   | 樽谷新     |            |            |
| 第33回（1987年度） | 349編    | 候補 | 上海カタストロフ                   | 桂浩薫     | 1996年7月  |            |
| 第33回（1987年度） | 349編    | 候補 | 象が食った完全犯罪                 | 余志宏     |            |            |
| 第34回（1988年度） | 369編    | 受賞 | 白色の残像                         | 坂本光一   | 1988年9月  |            |
| 第34回（1988年度） | 369編    | 候補 | 倒錯のロンド                       | 折原一     | 1989年7月  | 1992年8月  |
| 第34回（1988年度） | 369編    | 候補 | 衛星作戦の女                       | 池上敏也   |            |            |
| 第34回（1988年度） | 369編    | 候補 | 鬼火列車                           | 吉岡道夫   | 1990年7月  |            |
| 第35回（1989年度） | 287編    | 受賞 | 浅草エノケン一座の嵐               | 長坂秀佳   | 1989年9月  | 1992年7月  |
| 第35回（1989年度） | 287編    | 候補 | クレムリンの道化師                 | 阿部陽一   |            |            |
| 第35回（1989年度） | 287編    | 候補 | メービウスの魔魚                   | 吉岡道夫   | 1990年2月  | 1994年6月  |
| 第35回（1989年度） | 287編    | 候補 | 泣き顔のクピド                     | 花木深     | 1997年3月  |            |
| 第36回（1990年度） | 289編    | 受賞 | 剣の道殺人事件                     | 鳥羽亮     | 1990年9月  | 1993年7月  |
| 第36回（1990年度） | 289編    | 受賞 | フェニックスの弔鐘                 | 阿部陽一   | 1990年9月  | 1993年7月  |
| 第36回（1990年度） | 289編    | 候補 | ツール・ド・みちのくが狙われる     | 広瀬光朗   |            |            |
| 第36回（1990年度） | 289編    | 候補 | 200メガバイトを追え！              | 梅原克文   |            |            |
| 第36回（1990年度） | 289編    | 候補 | 代償                               | 真保裕一   | 2002年11月 | 2005年11月 |
| 第37回（1991年度） | 261編    | 受賞 | ナイト・ダンサー                   | 鳴海章     | 1991年9月  | 1994年7月  |
| 第37回（1991年度） | 261編    | 受賞 | 連鎖                               | 真保裕一   | 1991年9月  | 1994年7月  |
| 第37回（1991年度） | 261編    | 候補 | 地獄のウェーブ                     | 竹本みやこ |            |            |
| 第37回（1991年度） | 261編    | 候補 | ロボットは、ためらいなく殺す       | 梅原克文   |            |            |
| 第37回（1991年度） | 261編    | 候補 | かぐや姫殺人事件                   | 瑞木晶子   |            |            |
| 第38回（1992年度） | 279編    | 受賞 | 白く長い廊下                       | 川田弥一郎 | 1992年9月  | 1995年7月  |
| 第38回（1992年度） | 279編    | 候補 | ヘルン先生行状記                   | 千葉良     |            |            |
| 第38回（1992年度） | 279編    | 候補 | 村正殺人事件                       | 松本豊     | 1993年1月  | 2000年2月  |
| 第38回（1992年度） | 279編    | 候補 | 夏の果て                           | 若竹七海   | 1993年1月  | 1998年7月  |
| 第38回（1992年度） | 279編    | 候補 | 至福のとき                         | 森健次郎   |            |            |
| 第39回（1993年度） | 286編    | 受賞 | 顔に降りかかる雨                   | 桐野夏生   | 1993年9月  | 1996年7月  |
| 第39回（1993年度） | 286編    | 候補 | リセット                           | 桃河和行   |            |            |
| 第39回（1993年度） | 286編    | 候補 | 零れる闇                           | 有明游     |            |            |
| 第39回（1993年度） | 286編    | 候補 | 河童が人を殺した話                 | 村井貞之   |            |            |
| 第39回（1993年度） | 286編    | 候補 | 夜間検証                           | 森健次郎   | 1996年5月  |            |
| 第39回（1993年度） | 286編    | 候補 | 慟哭の錨――関門海峡シージャック事件 | 阿部智     | 1994年6月  |            |
| 第40回（1994年度） | 296編    | 受賞 | 検察捜査                           | 中嶋博行   | 1994年9月  | 1997年7月  |
| 第40回（1994年度） | 296編    | 候補 | AV-BLUES                           | 霧島皐     |            |            |
| 第40回（1994年度） | 296編    | 候補 | 神々の砂漠                         | 園田幸夫   |            |            |
| 第40回（1994年度） | 296編    | 候補 | 白き煉獄                           | 三宅彰     |            |            |
| 第40回（1994年度） | 296編    | 候補 | 川沿いの町                         | 釣巻礼公   | 1997年4月  |            |

### 第41回から第50回
| 回（年度）         | 応募総数 | 賞   | 受賞作                     | 著者         | 初刊       | 文庫化     |
| ------------------ | -------- | ---- | -------------------------- | ------------ | ---------- | ---------- |
| 第41回（1995年度） | 291編    | 受賞 | テロリストのパラソル       | 藤原伊織     | 1995年9月  | 1998年7月  |
| 第41回（1995年度） | 291編    | 候補 | ヒポクラテスの柩           | ヘンリー川邊 | 2004年6月  |            |
| 第41回（1995年度） | 291編    | 候補 | あなたに夢印               | 小林仁美     |            |            |
| 第41回（1995年度） | 291編    | 候補 | 北緯35度の灼熱             | 野沢尚       |            |            |
| 第41回（1995年度） | 291編    | 候補 | 流石                       | 渡辺牡丹     | 1999年10月 | 2003年1月  |
| 第42回（1996年度） | 293編    | 受賞 | 左手に告げるなかれ         | 渡辺容子     | 1996年9月  | 1999年7月  |
| 第42回（1996年度） | 293編    | 候補 | 閻魔のいるミートパイ       | 桃河和行     |            |            |
| 第42回（1996年度） | 293編    | 候補 | 魔笛                       | 野沢尚       | 2002年9月  | 2004年9月  |
| 第42回（1996年度） | 293編    | 候補 | サンキュウ・デール         | 山瀬球平     |            |            |
| 第42回（1996年度） | 293編    | 候補 | ペトロバグ                 | 高嶋哲夫     | 2001年5月  | 2002年5月  |
| 第43回（1997年度） | 308編    | 受賞 | 破線のマリス               | 野沢尚       | 1997年9月  | 2000年7月  |
| 第43回（1997年度） | 308編    | 候補 | 神が殺す                   | 青井祐       |            |            |
| 第43回（1997年度） | 308編    | 候補 | 川の深さは                 | 福井晴敏     | 2000年8月  | 2003年8月  |
| 第43回（1997年度） | 308編    | 候補 | トルーマン・レター         | 高嶋哲夫     | 2001年5月  | 2004年7月  |
| 第43回（1997年度） | 308編    | 候補 | 榧と柘植の迷宮             | 釣巻礼公     | 1999年2月  |            |
| 第44回（1998年度） | 299編    | 受賞 | 果つる底なき               | 池井戸潤     | 1998年9月  | 2001年6月  |
| 第44回（1998年度） | 299編    | 受賞 | Twelve Y. O.               | 福井晴敏     | 1998年9月  | 2001年6月  |
| 第44回（1998年度） | 299編    | 候補 | ビッグタウン               | 賀芳文吾     |            |            |
| 第44回（1998年度） | 299編    | 候補 | カマクラ動乱               | 犬神鳴海     |            |            |
| 第44回（1998年度） | 299編    | 候補 | 天馬誕生                   | 中野順市     |            |            |
| 第45回（1999年度） | 289編    | 受賞 | 八月のマルクス             | 新野剛志     | 1999年9月  | 2002年6月  |
| 第45回（1999年度） | 289編    | 候補 | そして、僕はいなくなった。 | 木村千歌     |            |            |
| 第45回（1999年度） | 289編    | 候補 | うじ虫の災厄               | 首藤瓜於     |            |            |
| 第45回（1999年度） | 289編    | 候補 | 落日の使徒                 | 奈津慎吾     |            |            |
| 第45回（1999年度） | 289編    | 候補 | ダブル・トラブル           | 堂場瞬一     |            |            |
| 第46回（2000年度） | 364編    | 受賞 | 脳男                       | 首藤瓜於     | 2000年9月  | 2003年6月  |
| 第46回（2000年度） | 364編    | 候補 | escape エスケープ          | 大司海       |            |            |
| 第46回（2000年度） | 364編    | 候補 | フェンス                   | 松浦茂史     |            |            |
| 第46回（2000年度） | 364編    | 候補 | カーティス・クリークの畔で | 三浦明博     |            |            |
| 第46回（2000年度） | 364編    | 候補 | 鋼の使命                   | 宮崎連       |            |            |
| 第47回（2001年度） | 325編    | 受賞 | 13階段                     | 高野和明     | 2001年8月  | 2004年8月  |
| 第47回（2001年度） | 325編    | 候補 | きみは嘘を詠う             | 新井吾土     |            |            |
| 第47回（2001年度） | 325編    | 候補 | グッバイ、ジャズ・ライン   | 廣島節也     | 2004年5月  |            |
| 第47回（2001年度） | 325編    | 候補 | 接続                       | 匠勇人       |            |            |
| 第47回（2001年度） | 325編    | 候補 | 機械室                     | 白石泉       |            |            |
| 第48回（2002年度） | 330編    | 受賞 | 滅びのモノクローム         | 三浦明博     | 2002年8月  | 2005年8月  |
| 第48回（2002年度） | 330編    | 候補 | 境界                       | 永見功平     |            |            |
| 第48回（2002年度） | 330編    | 候補 | Lost Moment                | 佐藤仁       |            |            |
| 第48回（2002年度） | 330編    | 候補 | ボッサ・ファミリア         | 廣島節也     | 2004年5月  |            |
| 第48回（2002年度） | 330編    | 候補 | 未還                       | 萩原昇       |            |            |
| 第49回（2003年度） | 356編    | 受賞 | マッチメイク               | 不知火京介   | 2003年8月  | 2006年8月  |
| 第49回（2003年度） | 356編    | 受賞 | 翳りゆく夏                 | 赤井三尋     | 2003年8月  | 2006年8月  |
| 第49回（2003年度） | 356編    | 候補 | Shift                      | 佐藤仁       |            |            |
| 第49回（2003年度） | 356編    | 候補 | 犯意                       | 櫻木そら     |            |            |
| 第49回（2003年度） | 356編    | 候補 | パドックにて               | 税所隆介     |            |            |
| 第50回（2004年度） | 308編    | 受賞 | カタコンベ                 | 神山裕右     | 2004年8月  | 2007年8月  |
| 第50回（2004年度） | 308編    | 候補 | ばら撒け！                 | 藤井貴裕     |            |            |
| 第50回（2004年度） | 308編    | 候補 | 裏金街                     | 大久保権八   | 2009年4月  |            |
| 第50回（2004年度） | 308編    | 候補 | ゴドルフィンの末裔         | 永橋隆介     | 2009年6月  | 2009年10月 |
| 第50回（2004年度） | 308編    | 候補 | 孤独な巡礼者               | 井川衆行     |            |            |

### 第51回から第60回
| 回（年度）         | 応募総数 | 賞   | 受賞作                            | 著者       | 初刊      | 文庫化    |
| ------------------ | -------- | ---- | --------------------------------- | ---------- | --------- | --------- |
| 第51回（2005年度） | 334編    | 受賞 | 天使のナイフ                      | 薬丸岳     | 2005年8月 | 2008年8月 |
| 第51回（2005年度） | 334編    | 候補 | 通過人の31                        | 早瀬乱     |           |           |
| 第51回（2005年度） | 334編    | 候補 | ダンスフロア                      | 柳瀬勇介   |           |           |
| 第51回（2005年度） | 334編    | 候補 | 領事代理の密使                    | 光月涼那   |           |           |
| 第51回（2005年度） | 334編    | 候補 | かしわでヘイルメリー              | 須藤靖貴   |           |           |
| 第52回（2006年度） | 323編    | 受賞 | 東京ダモイ                        | 鏑木蓮     | 2006年8月 | 2009年8月 |
| 第52回（2006年度） | 323編    | 受賞 | 三年坂 火の夢                     | 早瀬乱     | 2006年8月 | 2009年8月 |
| 第52回（2006年度） | 323編    | 候補 | オクタゴンの密室                  | 井川衆行   |           |           |
| 第52回（2006年度） | 323編    | 候補 | メッセージ                        | 松浦茂史   |           |           |
| 第52回（2006年度） | 323編    | 候補 | ライダーズ・ハイ                  | 横関大     |           |           |
| 第53回（2007年度） | 343編    | 受賞 | 沈底魚                            | 曽根圭介   | 2007年8月 | 2010年8月 |
| 第53回（2007年度） | 343編    | 候補 | 聖クレーマーの憂鬱                | 横席大     |           |           |
| 第53回（2007年度） | 343編    | 候補 | 暗き情熱のアレーナ                | 下村淳史   |           |           |
| 第53回（2007年度） | 343編    | 候補 | ロスト・ソルジャー                | 松浦茂史   |           |           |
| 第53回（2007年度） | 343編    | 候補 | ゼロ・ゼロ                        | 及川孝男   |           |           |
| 第54回（2008年度） | 331編    | 受賞 | 誘拐児                            | 翔田寛     | 2008年8月 | 2011年8月 |
| 第54回（2008年度） | 331編    | 受賞 | 訣別の森                          | 末浦広海   | 2008年8月 | 2011年8月 |
| 第54回（2008年度） | 331編    | 候補 | 止まり木                          | 新城利之   |           |           |
| 第54回（2008年度） | 331編    | 候補 | ハーネス                          | 横関大     |           |           |
| 第54回（2008年度） | 331編    | 候補 | 贖罪に鳴る鐘 サグラダ・ファミリア | 下村敦史   |           |           |
| 第55回（2009年度） | 398編    | 受賞 | プリズン・トリック                | 遠藤武文   | 2009年8月 | 2012年1月 |
| 第55回（2009年度） | 398編    | 候補 | 七年誘拐                          | 伊兼源太郎 |           |           |
| 第55回（2009年度） | 398編    | 候補 | 謀略の翼                          | 長瀬遼     |           |           |
| 第55回（2009年度） | 398編    | 候補 | オルドリンの無念                  | 直原冬明   |           |           |
| 第55回（2009年度） | 398編    | 候補 | 二度目の満月                      | 伊予原新   |           |           |
| 第56回（2010年度） | 387編    | 受賞 | 再会                              | 横関大     | 2010年8月 | 2012年8月 |
| 第56回（2010年度） | 387編    | 候補 | ヘブン・ノウズ                    | 川瀬七緒   |           |           |
| 第56回（2010年度） | 387編    | 候補 | ベタ記事                          | 伊兼源太郎 |           |           |
| 第56回（2010年度） | 387編    | 候補 | 警察と戦うという選択              | 藤井貴裕   |           |           |
| 第56回（2010年度） | 387編    | 候補 | ルカの方舟                        | 伊予原新   | 2013年6月 |           |
| 第57回（2011年度） | 324編    | 受賞 | よろずのことに気をつけよ          | 川瀬七緒   | 2011年8月 | 2013年8月 |
| 第57回（2011年度） | 324編    | 受賞 | 完盗オンサイト                    | 玖村まゆみ | 2011年8月 | 2013年8月 |
| 第57回（2011年度） | 324編    | 候補 | 卒業試合                          | 伊兼源太郎 |           |           |
| 第57回（2011年度） | 324編    | 候補 | 牙を剥く大地                      | 下村敦史   |           |           |
| 第57回（2011年度） | 324編    | 候補 | 放獣区                            | 森岡英貴   |           |           |
| 第58回（2012年度） | 367編    | 受賞 | カラマーゾフの妹                  | 高野史緒   | 2012年8月 | 2014年8月 |
| 第58回（2012年度） | 367編    | 候補 | 宙返りの途中                      | 香川伸夫   |           |           |
| 第58回（2012年度） | 367編    | 候補 | 希望の地は、はるか遠く            | 下村敦史   |           |           |
| 第58回（2012年度） | 367編    | 候補 | 焼け跡のジハード                  | 長瀬遼     |           |           |
| 第58回（2012年度） | 367編    | 候補 | 南の島の鋼鉄平原                  | 一ツ木佑輔 |           |           |
| 第59回（2013年度） | 397編    | 受賞 | 襲名犯                            | 竹吉優輔   | 2013年8月 | 2015年8月 |
| 第59回（2013年度） | 397編    | 候補 | 運命の箱舟                        | 長瀬遼     |           |           |
| 第59回（2013年度） | 397編    | 候補 | 人外領域                          | 高原英理   |           |           |
| 第59回（2013年度） | 397編    | 候補 | 家鴨たちの運動会                  | 香川伸夫   |           |           |
| 第59回（2013年度） | 397編    | 候補 | 番外、ヨーソロー                  | 牧本圭太   |           |           |
| 第60回（2014年度） | 349編    | 受賞 | 闇に香る嘘                        | 下村敦史   | 2014年8月 | 2016年8月 |
| 第60回（2014年度） | 349編    | 候補 | 極星クラブ                        | 檎克比朗   |           |           |
| 第60回（2014年度） | 349編    | 候補 | ダンテの教え                      | 新木利之   |           |           |
| 第60回（2014年度） | 349編    | 候補 | 国会の迷宮                        | 木山穣二   |           |           |
| 第60回（2014年度） | 349編    | 候補 | 変節の森                          | 牧本圭太   |           |           |

### 第61回から第70回
| 回（年度）         | 応募総数 | 賞         | 受賞作                                              | 著者           | 初刊       | 文庫化     |
| ------------------ | -------- | ---------- | --------------------------------------------------- | -------------- | ---------- | ---------- |
| 第61回（2015年度） | 316編    | 受賞       | 道徳の時間                                          | 呉勝浩         | 2015年8月  | 2017年8月  |
| 第61回（2015年度） | 316編    | 候補       | 強き者よ、汝の名は女なり                            | 春畑行成       |            |            |
| 第61回（2015年度） | 316編    | 候補       | 反魂                                                | 和久井清水     |            |            |
| 第61回（2015年度） | 316編    | 候補       | セイレーンの慟哭                                    | 一ツ木佑輔     |            |            |
| 第61回（2015年度） | 316編    | 候補       | 白碑                                                | 拓見享         |            |            |
| 第62回（2016年度） | 338編    | 受賞       | QJKJQ                                               | 佐藤究         | 2016年8月  | 2018年9月  |
| 第62回（2016年度） | 338編    | 候補       | （仮）ヴィラ・アーク 設計主旨 VILLA ARC (tentative) | 家原英生       | 2017年3月  |            |
| 第62回（2016年度） | 338編    | 候補       | ラリックの天球儀                                    | 光月涼那       |            |            |
| 第62回（2016年度） | 338編    | 候補       | キャパの遺言                                        | 十河進         |            |            |
| 第63回（2017年度） | 326編    | 受賞作なし | 受賞作なし                                          | 受賞作なし     | 受賞作なし | 受賞作なし |
| 第63回（2017年度） | 326編    | 候補       | バイオスフィア3                                     | 栁沼庸介       |            |            |
| 第63回（2017年度） | 326編    | 候補       | タンポポの種は蒔いてはいけない                      | 竹原千尋       |            |            |
| 第63回（2017年度） | 326編    | 候補       | 夜のトリケラトプス                                  | 山田風太       |            |            |
| 第63回（2017年度） | 326編    | 候補       | 古傷同志                                            | 牧本圭太       |            |            |
| 第63回（2017年度） | 326編    | 候補       | アップルピッキング                                  | 光月涼那       |            |            |
| 第64回（2018年度） | 348編    | 受賞       | 到達不能極                                          | 斉藤詠一       | 2018年9月  | 2020年12月 |
| 第64回（2018年度） | 348編    | 候補       | 魔境の墓堀人                                        | 碧井行隆       |            |            |
| 第64回（2018年度） | 348編    | 候補       | あかね町の隣人                                      | 倉井眉介       |            |            |
| 第64回（2018年度） | 348編    | 候補       | 狩人たちの原罪                                      | 寺田剛         |            |            |
| 第65回（2019年度） | 354編    | 受賞       | ノワールをまとう女                                  | 神護かずみ     | 2019年9月  | 2021年9月  |
| 第65回（2019年度） | 354編    | 候補       | 日陰蝶                                              | 小林しゅんすけ |            |            |
| 第65回（2019年度） | 354編    | 候補       | 消尽屋                                              | 小林宗矢       |            |            |
| 第65回（2019年度） | 354編    | 候補       | 歌舞伎町 ON THE RUN                                 | 箕輪尊文       |            |            |
| 第65回（2019年度） | 354編    | 候補       | シャドウワーク                                      | 佐野広実       |            |            |
| 第66回（2020年度） | 387編    | 受賞       | わたしが消える                                      | 佐野広実       | 2020年9月  | 2022年9月  |
| 第66回（2020年度） | 387編    | 候補       | ブルー オン ブラック                                | 井上雷雨       |            |            |
| 第66回（2020年度） | 387編    | 候補       | エスカレーションラダー                              | 小塚原旬       |            |            |
| 第66回（2020年度） | 387編    | 候補       | インディゴ・ラッシュ                                | 桃ノ雑派       |            |            |
| 第67回（2021年度） | 386編    | 受賞       | 北緯43度のコールドケース                            | 伏尾美紀       | 2021年10月 | 2024年3月  |
| 第67回（2021年度） | 386編    | 受賞       | 老虎残夢                                            | 桃野雑派       | 2021年9月  | 2024年2月  |
| 第67回（2021年度） | 386編    | 候補       | キッドナップ・ショウ                                | 日野瑛太郎     |            |            |
| 第67回（2021年度） | 386編    | 候補       | ドロップトキシン                                    | 水谷朔也       |            |            |
| 第67回（2021年度） | 386編    | 候補       | 夜が明けたら                                        | 箕輪尊文       |            |            |
| 第68回（2022年度） | 385編    | 受賞       | 此の世の果ての殺人                                  | 荒木あかね     | 2022年9月  |            |
| 第68回（2022年度） | 385編    | 候補       | 神様の盤上                                          | 才川真澄       |            |            |
| 第68回（2022年度） | 385編    | 候補       | 二〇四五年                                          | 日野瑛太郎     |            |            |
| 第68回（2022年度） | 385編    | 候補       | 円卓会議に参加せよ                                  | 宮ヶ瀬水       |            |            |
| 第68回（2022年度） | 385編    | 候補       | あなたの人生の謎解きゲーム                          | 八木十五       |            |            |
| 第69回（2023年度） | 390編    | 受賞       | 蒼天の鳥                                            | 三上幸四郎     | 2023年8月  |            |
| 第69回（2023年度） | 390編    | 候補       | ホルスの左眼                                        | 竹鶴銀         |            |            |
| 第69回（2023年度） | 390編    | 候補       | 籠城オンエア                                        | 日野瑛太郎     |            |            |
| 第69回（2023年度） | 390編    | 候補       | おしこもり                                          | 八木十五       |            |            |
| 第70回（2024年度） | 395編    | 受賞       | 遊廓島心中譚                                        | 霜月流         | 2024年10月 |            |
| 第70回（2024年度） | 395編    | 受賞       | フェイク・マッスル                                  | 日野瑛太郎     | 2024年8月  |            |
| 第70回（2024年度） | 395編    | 候補       | 容疑者ピカソ                                        | 相羽廻緒       |            |            |
| 第70回（2024年度） | 395編    | 候補       | 陽だまりのままでいて                                | 雨地草太郎     |            |            |
| 第70回（2024年度） | 395編    | 候補       | ハゲタカの足跡                                      | 工藤悠生       |            |            |
| 第70回（2024年度） | 395編    | 候補       | 許されざる拍手                                      | 津根由弦       |            |            |

### 第71回から
| 回（年度）         | 応募総数 | 賞   | 受賞作                 | 著者             | 初刊 | 文庫化 |
| ------------------ | -------- | ---- | ---------------------- | ---------------- | ---- | ------ |
| 第71回（2025年度） | 402編    | 受賞 | 殺し屋の営業術         | 野宮有           |      |        |
| 第71回（2025年度） | 402編    | 候補 | Vintage Drift          | ジョウシャカズヤ |      |        |
| 第71回（2025年度） | 402編    | 候補 | 浚渫船は秘湯に浮かぶ   | 髙久遠           |      |        |
| 第71回（2025年度） | 402編    | 候補 | カーマ・ポリスの執行人 | 平野尚紀         |      |        |
| 第71回（2025年度） | 402編    | 候補 | メアリがいた夏         | 山本エレン       |      |        |

## 選考委員
- 第1回 - 江戸川乱歩、荒正人、大下宇陀児、長沼弘毅
- 第2回 - 江戸川乱歩、木々高太郎、大下宇陀児、水谷準、妹尾アキ夫、木村登、中島河太郎、大坪砂男、萩原光雄、渡辺剣次
- 第3 - 9回 - 江戸川乱歩、荒正人、大下宇陀児、木々高太郎、長沼弘毅
- 第10回 - 江戸川乱歩、荒正人、大下宇陀児、木々高太郎、長沼弘毅、中島河太郎
- 第11回 - 荒正人、大下宇陀児、木々高太郎、長沼弘毅、中島河太郎
- 第12・13回 - 荒正人、木々高太郎、長沼弘毅、中島河太郎、角田喜久雄、松本清張
- 第14 - 17回 - 高木彬光、中島河太郎、角田喜久雄、仁木悦子、横溝正史
- 第18・19回 - 角田喜久雄、中島河太郎、松本清張、島田一男、多岐川恭、南条範夫
- 第20回 - 角田喜久雄、中島河太郎、松本清張、多岐川恭、南条範夫、佐野洋
- 第21回 - 南条範夫、佐野洋、島田一男、都筑道夫、三好徹
- 第22回 - 佐野洋、都筑道夫、三好徹、菊村到、笹沢佐保
- 第23回 - 佐野洋、菊村到、笹沢佐保、仁木悦子、陳舜臣
- 第24回 - 佐野洋、仁木悦子、陳舜臣、権田萬治、半村良
- 第25回 - 佐野洋、権田萬治、半村良、海渡英祐、斎藤栄
- 第26回 - 海渡英祐、斎藤栄、南條範夫、三好徹、五木寛之
- 第27回 - 南條範夫、三好徹、五木寛之、多岐川恭、都筑道夫
- 第28回 - 多岐川恭、都筑道夫、生島治郎、西村京太郎、山村正夫
- 第29回 - 生島治郎、西村京太郎、山村正夫、大谷羊太郎、早乙女貢
- 第30回 - 山村正夫・大谷羊太郎、早乙女貢、小林久三、土屋隆夫
- 第31回 - 山村正夫、小林久三、土屋隆夫、河野典生、伴野朗
- 第32回 - 河野典生、中島河太郎、赤川次郎、石川喬司
- 第33回 - 中島河太郎、赤川次郎、石川喬司、海渡英祐、和久峻三
- 第34回 - 中島河太郎、海渡英祐、和久峻三、北方謙三、日下圭介
- 第35回 - 中島河太郎、北方謙三、日下圭介、笹沢左保、武蔵野次郎
- 第36回 - 笹沢左保、武蔵野次郎、生島治郎、逢坂剛、梶龍雄
- 第37回 - 生島治郎、逢坂剛、五木寛之、阿刀田高
- 第38 - 40回 - 生島治郎、五木寛之、阿刀田高、井沢元彦、西木正明
- 第41回 - 阿刀田高、井沢元彦、西木正明、北方謙三、高橋克彦
- 第42 - 44回 - 阿刀田高、北方謙三、高橋克彦、大沢在昌、皆川博子
- 第45回 - 北方謙三、大沢在昌、皆川博子、赤川次郎、宮部みゆき
- 第46 - 48回 - 北方謙三、赤川次郎、宮部みゆき、逢坂剛、北村薫
- 第49回 - 北方謙三、大沢在昌、皆川博子、井上夢人、乃南アサ
- 第50 - 52回 - 井上夢人、乃南アサ、逢坂剛、綾辻行人、真保裕一
- 第53回 - 綾辻行人、真保裕一、大沢在昌、恩田陸、天童荒太
- 第54・55回 - 大沢在昌、恩田陸、天童荒太、内田康夫、東野圭吾
- 第56回 - 恩田陸、天童荒太、内田康夫、東野圭吾、今野敏
- 第57回 - 内田康夫、東野圭吾、今野敏、京極夏彦、桐野夏生
- 第58・59回 - 東野圭吾、今野敏、京極夏彦、桐野夏生、石田衣良
- 第60回 - 今野敏、京極夏彦、桐野夏生、石田衣良、有栖川有栖
- 第61回 - 有栖川有栖、池井戸潤、石田衣良、今野敏、辻村深月
- 第62・63回 - 有栖川有栖、池井戸潤、今野敏、辻村深月、湊かなえ
- 第64回 - 池井戸潤、今野敏、辻村深月、貫井徳郎、湊かなえ
- 第65回 - 新井素子、京極夏彦、月村了衛、貫井徳郎、湊かなえ
- 第66・67回 - 綾辻行人、新井素子、京極夏彦、月村了衛、貫井徳郎
- 第68回 - 綾辻行人、新井素子、京極夏彦、月村了衛、柴田よしき
- 第69回 - 綾辻行人、京極夏彦、柴田よしき、貫井徳郎、横関大
- 第70回 - 綾辻行人、有栖川有栖、真保裕一、辻村深月、貫井徳郎、東野圭吾、湊かなえ
- 第71回 - 有栖川有栖、貫井徳郎、東野圭吾、湊かなえ、横関大

## 主な落選作一覧
過去、落選した作者がその後活躍する例があるのが乱歩賞の特色の一つである。また、後に受賞作よりも高く評価された作品もある。しかしながら公刊されている落選作はほとんど加筆や修正があると明記されており、選考に問題があったか否かは測りがたい。そのうちの主な作者・作品について以下に記す。（）内は現行の名義及び題名。
- 第3回（1957年） - 土屋隆夫『お天狗様の歌（天狗の面）』
- 第5回（1959年） - 笹沢左保『招かざる客（招かれざる客）』
- 第8回（1962年） - 天藤真『陽気な容疑者たち』、塔晶夫（中井英夫）『虚無への供物』
- 第15回（1969年） - 夏樹静子『天使が消えていく』
- 第16回（1970年） - 山村美紗『京城の死（愛の海峡殺人事件）』
- 第17回（1971年） - 藤本泉『藤太夫谷の毒（地図にない谷）』
- 第19回（1973年） - 山村美紗『ゆらぐ海溝（マラッカの海に消えた）』
- 第24回（1978年）- 田内康（内田康夫）『霜崩の館（死者の木霊）』※一次選考通過
- 第25回（1979年） - 中町信『自動車教習所殺人事件』
- 第26回（1980年） - 島田荘司『占星術のマジック（占星術殺人事件）』
- 第27回（1981年） - 岡嶋二人『あした天気にしておくれ』
- 第28回（1982年） - 高沢則子(小森健太朗)『ローウェル城の密室』※小森健太朗は応募時16歳
- 第30回（1984年） - 綾辻行人『追悼の島―十角館殺人事件―（十角館の殺人）』※一次選考通過
- 第34回（1988年） - 折原一『倒錯のロンド』、法月綸太郎『密閉教室』※一次選考通過
- 第43回（1997年） - 福井晴敏『川の深さは』
- 第56回（2010年） - 伊与原新『ルカの方舟』

## 受賞者によるアンソロジー
- 乱歩賞作家 赤の謎（長坂秀佳、真保裕一、川田弥一郎、新野剛志、高野和明） ISBN 4062121670、文庫版：ISBN 4062753839
- 乱歩賞作家 白の謎（鳥羽亮、中嶋博行、福井晴敏、首藤瓜於） ISBN 4062121689、文庫版：ISBN 4062754371
- 乱歩賞作家 黒の謎（鳴海章、桐野夏生、野沢尚、三浦明博、赤井三尋） ISBN 4062121697、文庫版：ISBN 4062754630
- 乱歩賞作家 青の謎（阿部陽一、藤原伊織、渡辺容子、池井戸潤、不知火京介） ISBN 4062121700、文庫版：ISBN 9784062754903